# Tiroler Wildwasserbahn
Die Tiroler Wildwasserbahn  wurde 1978 erbaut und ist eines der ersten Fahrgeschäfte des Europa-Parks. Sie liegt zusammen mit dem Alpenexpress „Enzian“ im österreichischen Themenbereich. 1984 wurde mit Colorado Boat im Gardaland eine baugleiche Anlage eröffnet.

## Geschichte
Seit 1998 führt die Wildwasserbahn durch eine magisch gestaltete „Yomi-Die Zauberwelt der Diamanten“, die auch zu Fuß betreten werden kann und außerdem noch vom Alpenexpress befahren wird. Diese Diamantenhöhle stellt ein Bergwerk dar, in dem zahlreiche Animatronics in Form von Zwergen Diamanten abbauen. Bevor diese erbaut wurde, fuhr die Wasserbahn durch eine Halle. Die sechs Personen fassenden Baumstammboote, die 2005 nachgerüstet wurden, stammen von Mack Rides, die Fahrrinnen wurden in Kooperation mit Arrow Dynamics gebaut. Nach der ersten kleineren Abfahrt folgen Kurven und die Diamantenhöhle. Danach kommt eine zweite große Abfahrt, Kurven und dann wieder die Station.
Am 19. Juni 2023 brach in der Diamantenhöhle ein Brand aus. Diese Attraktion sowie die beiden durch diese Höhle führenden Bahnen wurden durch das Feuer stark beschädigt. 2024 wurde die Wildwasserbahn wiedereröffnet.

## Thematisierung
Die Bahn ist nach dem Thema Tirol gestaltet. In der Diamantenhöhle ist das Thema an Zauberei und Zauberwesen angelehnt.